# Burns (Tennessee)
Burns é uma cidade  localizada no estado norte-americano de Tennessee, no Condado de Dickson.

## Demografia
Segundo o censo norte-americano de 2000, a sua população era de 1366 habitantes. 
Em 2006, foi estimada uma população de 1406, um aumento de 40 (2.9%).

## Geografia
De acordo com o United States Census Bureau tem uma área de 
6,7 km², dos quais 6,7 km² cobertos por terra e 0,0 km² cobertos por água. Burns localiza-se a aproximadamente 265 m acima do nível do mar.

## Localidades na vizinhança
O diagrama seguinte representa as localidades num raio de 20 km ao redor de Burns. 